# 関向弥生
関向 弥生（せきむかい やよい、女性、1993年3月30日 - ）は、日本の作曲家、編曲家。桐朋学園大学卒業。ベリーグー所属。

## 来歴
桐朋学園大学音楽学部作曲科卒業。音楽プロデューサーの本間昭光のアシスタントを務めたのち、2018年より劇伴の制作に携わる。2020年よりbluesofaに所属、2022年よりベリーグーに所属。
主にドラマ、テレビアニメの音楽・サウンドトラック・舞台音楽などを制作。

## 主な作品

### 式典音楽
- 2020年東京オリンピック開会式使用楽曲[3][4]
- 第35回東京国際映画祭オープニングセレモニー 「FATE CITY」「Cool」編曲

　　柚希礼音、紅ゆずる、美弥るりか、七海ひろきによるパフォーマンスで使用された。

### テレビ番組テーマ曲
- サタデーウオッチ9 テーマ曲『Polaris』（2024年、NHK）編曲[6]　音楽担当はピアニストの角野隼斗。
- どさんこワイド179 テーマ曲（2020年、札幌テレビ）作曲・編曲　ヴァイオリン演奏はNAOTO。

### ラジオドラマ音楽
- NHKFM 青春アドベンチャー
  - 月の立つ林で（2024年）
  - 影をなくした男（2024年）
  - 昼も夜も彷徨え（2023年）
  - 黒い瞳のボヘミアン（2022年）
  - ウブヒメ（2022年）
  - イッツ・ア・ビューティフルワールド（2021年）
  - カムパネルラ（2018年）
- NHKFM FMシアター
  - うたかたビオトープ（2024年）
  - 10トンドライバーのトパーズ（2020年）
  - もぐらたちのブルース（2019年）

### アニメ音楽
- ヲタクに恋は難しい OAD トモダチの距離（2021年、共同：本間昭光）
- 魔入りました!入間くん（NHK）
  - 第一シリーズ（2019年-2020年、本間昭光の共同作曲編曲家として）
  - 第二シリーズ（2021年、本間昭光の共同作曲編曲家として）
  - 第三シリーズ（2022年、音楽担当、共同：本間昭光）
- アニ×パラ〜あなたのヒーローは誰ですか〜（NHK）

　　episode18 ゴールボール×魔入りました!入間くん（2024年、音楽担当、共同：本間昭光）
- まついぬ（2023年、音楽担当、共同：橋本由香利、川田瑠夏、設楽哲也）
- i☆Ris the Movie - Full Energy!! -（2024年、音楽担当、共同：橋本由香利、川田瑠夏、設楽哲也）

### 楽曲提供
- アプリゲーム「A3!」キャラクターソング「FleurHistoire」作編曲

　歌唱：瑠璃川幸(CV:土岐隼一)　 向坂椋(CV:山谷祥生) 　有栖川誉(CV:豊永利行)
- アニメ「ビックリメン」後期エンディングテーマ「祈り」作編曲

　歌唱： マリア(CV:日笠陽子)
- NAOTO　Album「Get  over it」収録 "Nice Try!!!" 作曲・編曲
- 日本テレビ音楽ミュージックライブラリー

### テレビドラマ音楽
- ABUアジア子どもドラマシリーズ あやとり（2020年、NHK）
- チャンネルはそのまま!（2020年、HTB、共同：本間昭光）

### 舞台音楽
- サンリオピューロランド　PURO HALLOWEEN Magical Festa〜Let’s マジーケヴィス！〜

　「マジカルピューロ -魔法のチカラ- 」「NAKAYOKU MAGIC！」編曲（2024年、共同：Yu(vague)） 
- ミュージカルNO.6 編曲（2024年、共同：浅井さやか）
- MANKAI STAGE A3! -Four Seasons LIVE 2024-「The Luminous Circus」編曲（2024年、共同：Yu(vague)）
- ミュージカル黒執事〜寄宿学校の秘密2024〜 編曲（2024年、共同：Yu(vague)）
- ミュージカル三銃士 編曲（2024年）
- 魔入りました!入間くん THE STAGE 再演 音楽担当（2024年、共同：本間昭光）
- Butlers'歌劇 悪魔執事と黒い猫 〜薔薇薫る舞踏会編〜 編曲・BGM作曲（2024年、共同：坂部剛）
- 魔入りました!入間くん THE STAGE 音楽担当（2023年、共同：本間昭光）
- ミュージカルるろうに剣心 編曲（2022年、共同：和田俊輔）
- どうな・る家康 音楽担当（2022年、共同：かみむら周平）

### 映画音楽
- 189（2021年、イオンエンターテイメント、共同：本間昭光）

### オーケストラコンサート編曲
- NHKネイチャーコンサート
  - NOKKO 「RASPBERRY DREAM」編曲
  - 元ちとせ「Che Sara」編曲
- メ～テレ Premium Concert
  - 藤巻亮太「日日是好日」編曲
  - 浦井健治「The Origin of Love」編曲
  - 石丸幹二&サラ・オレイン「エターナリー (ライムライトより)」編曲
  - 荻野目洋子「コーヒールンバ」「for you・・・(高橋真理子)」編曲
  - 中島美嘉「一番綺麗な私を」編曲
- ミュージカル＆映画音楽 ドリーム・キャラバン
  - 山本耕史、浦井健治「The Origin of Love」編曲

### その他
- 柚希礼音 ミュージックビデオ集DVD「ReAction」Tr.02「希望の空」編曲
- 家入レオ「春風」弦編曲（共同：佐々木望）
- UEBO「春の嵐」編曲（共同：根岸孝旨）、ピアノ
- GACKT「罪の継承~ORIGINAL SIN~」ピアノ

## 東京オリンピック開会式 差し替え用楽曲の制作
2020年東京オリンピック開会式前日の7月22日夜、僅か数時間で差し替えBGMを作曲したと一部で報道されている。

## 受賞歴
- 第21回TIAA全日本作曲家コンクール　室内楽部門第1位
- 第21回東京国際室内楽作曲コンクール　入選
- 第24回京都フランス音楽アカデミー　奨励賞